# Маргарита Наваррская (королева Сицилии)
Маргарита Наваррская (умерла в 1183) — жена Вильгельма I Злого, короля Сицилийского королевства. Мать Вильгельма II Доброго, была регентшей во время несовершеннолетия последнего (1166-1172).

## Происхождение и брак
Маргарита Наваррская — дочь Гарсии VI Восстановителя (1110-1150), короля Наварры с 1134 года из династии Хименес, и его первой жены Маргариты д'Эгль. Братья Маргариты — Санчо VI (1132-1194), король Наварры с 1150 года, и Родриго (в Сицилии -Анри), граф де Монтескальозо. Одна из её сестер — Бланка (1133-1156), жена Санчо III, короля Кастилии. В 1150 году вышла замуж за Вильгельма I Злого, будущего короля Сицилии (1154-1166).
От брака с Вильгельмом I Злым Маргарита родила, как минимум, троих сыновей:
— Рожер (1152-1161) — герцог Апулии,
— Вильгельм II Добрый (1154-1189), король Сицилии с 1166 года,
— Генрих (1159-1171), князь Капуи.
Хронисты (Гуго Фальканд и Ромуальд Салернский) утверждают, что Вильгельм I пренебрегал женой, предпочитая удовольствия гарема. Тем не менее, Маргарита определённо оказывала влияние на политическую жизнь Сицилии в годы царствования своего мужа. Она поддерживала Майо из Бари (при этом Гуго Фальканд передаёт слухи о близких отношениях королевы и министра), а после убийства последнего настраивала мужа против убийц Майо. С 9 марта по 11 марта 1161 года Маргарита вместе с Вильгельмом I и их тремя сыновьями были пленниками заговорщиков, захвативших королевский дворец и планировавших низложить короля. Перед смертью Вильгельм I Злой завещал корону своему старшему из живых сыновей Вильгельму II, а регентство поручил Маргарите.

## Регентство (1166—1172)
Основная статья — Вильгельм II Добрый

### Первые месяцы (май-сентябрь 1166 года)
Первыми шагами Маргариты Наваррской в качестве правительницы королевства стали амнистия политических преступников, виновных в смутах предыдущего царствования, и отмена «искупительных денег» — поборов, наложенных Вильгельмом Злым на города, участвовавшие в мятежах.
Неопытность королевы в государственных делах вынудила её искать поддержки у различных советников. В первые месяцы регентства ближайшими к Маргарите сановниками были Маттео д'Аджелло, главный нотариус страны, Ричард Палмер, избранный епископ Сиракуз, и начальник над евнухами каид Пётр, крещёный мусульманин-бербер. Первоначально Маргарита приблизила к себе Петра, что вызвало широкое недовольство аристократии и духовенства. Испугавшись нарастающей враждебности и угроз, Пётр бежал на корабле в Тунис к халифу Абд аль-Мумину.
Неуверенность Маргариты в своих силах заставила её искать помощи у своих родственников, в разное время приехавших на Сицилию и добивавшихся теперь влияния на государственные дела. В числе этих родственников выделяются брат королевы граф Анри де Монтескальозо и её кузены граф Жильбер Гравинский и Стефан дю Перш.

### Министерство Стефана дю Перша (1166—1168)
Оставшись без первого министра, Маргарита Наваррская приблизила к себе своего кузена Стефана дю Перш, посетившего Сицилию по пути на Восток в сентябре 1166 года и оставшегося в королевстве на неопределенный срок. Благодаря благосклонности Маргариты, Стефан дю Перш, едва достигший двадцати лет, в ноябре 1166 года стал канцлером (этого поста долго добивался Маттео д'Аджелло), а летом 1167 года — архиепископом Палермо (эта кафедра была предметом амбиций Ричарда Палмера).
Недовольство чужеземцем-канцлером и его французским окружением объединило враждующие партии. Главным противником министра стал брат королевы Анри де Монтескальозо, добившийся поддержки оппозиционной знати и пытавшийся посеять вражду между королевой и её сыном. Стефан дю Перш при поддержке ещё одного кузена королевы Жильбера Гравинского сумел перевезти двор в Мессину в декабре 1167 года и здесь арестовать графа де Монтескальозо и Ришара Молизе.
Вернувшись вместе с королевой в марте 1168 года в Палермо, Стефан дю Перш достиг пика своего могущества. Два могущественных аристократа Анри де Монтескальозо и Ришар Молизе находились в заключении, вскоре был арестован Маттео д’Аджелло. Но беспорядки в Мессине, вызванные самоуправством одного из французских сподвижников Стефана, стали катализатором восстания против канцлера. Мессинские мятежники заняли Реджо-ди-Калабрия, Рометту, Таормину, освободили Анри де Монтескальозо и Ришара Молизе и готовились к походу на Палермо. Вслед за этим в Палермо вспыхнуло восстание, возглавляемое бежавшим из тюрьмы Маттео д’Аджелло и дворцовым каидом Ришаром. Стефан дю Перш и его французские соратники были осаждены в колокольне кафедрального собора Палермо и, не имея надежды на помощь извне, вступили в переговоры с мятежниками. В соответствии с достигнутой договоренностью Стефану дю Першу и французам был предоставлен корабль, на котором они на следующий день навсегда покинули Сицилию.
Отношения Маргариты и Стефана дю Перша, его моментальный взлёт к вершинам власти и последующие попытки королевы вернуть Стефана вызвали пересуды среди подданных. Анри де Монтескальозо открыто обвинял сестру в связи со Стефаном, эти же слухи повторяет в своей хронике Гуго Фальканд. Какими бы не были фактические взаимоотношения королевы и её министра, их политические противники сумели, используя эти отношения, лишить Маргариту всякого авторитета.

### Последние годы регентства (1168—1172)
После изгнания Стефана дю Перша победители (Маттео д'Аджелло, каид Ришар, Ричард Палмер, Уолтер Милль, Ришар де Молизе) разделили между собой участие в королевском совете и фактически отстранили Маргариту Наваррскую от участия в управлении страной. Её брат Анри де Монтескальозо вернулся в Наварру, а её кузена Жильбера Гравинского и всю его семью изгнали из королевства. На кафедру архиепископа Палермо возвели Уолтера Милля, хотя предыдущий архиепископ Стефан дю Перш был еще жив. Маргарита потеряла всех родственников, которым могла доверять, и была фактически отстранена от управления страной. Её единственной сферой деятельности стали безуспешные попытки вернуть Стефана дю Перша, для чего за спиной своих министров она вела активную переписку с папой Александром III и Томасом Бекетом. Но даже поддержка её корреспондентов не изменила порядка вещей, сложившегося после изгнания Стефана дю Перша.

## Последние годы
После окончания регентства Маргарита посвятила себя благотворительности. Ею в 1174 году был основан василианский монастырь в Санта-Мария-ди-Маниаче, в церкви которого сохранилась мраморная статуя, возможно изображающая саму королеву. Маргарита Наваррская умерла в 1183 году и была погребена её сыном Вильгельмом II в построенном им соборе в Монреале. Впоследствии рядом с гробницей Маргариты Вильгельм II перезахоронил двух её умерших ранее сыновей Рожера и Генриха.